# Catocala grotiana
Catocala grotiana är en fjärilsart som beskrevs av Bailey 1879. Catocala grotiana ingår i släktet Catocala och familjen nattflyn. Inga underarter finns listade i Catalogue of Life.

## Bildgalleri

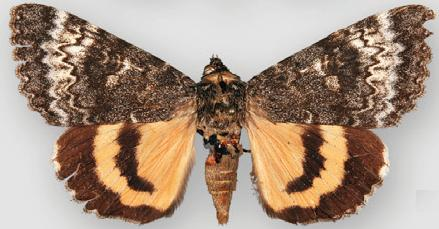
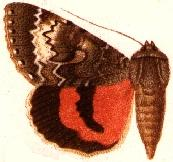